# Julio Camejo
Julio Camejo  (Havanna, Kuba, 1977. október 29. –) kubai születésű mexikói színész és táncos.

## Élete
Julio Camejo 1977. október 29-én született Havannában. Karrierjét 1999-ben kezdte. Számos telenovellában szerepelt. Legismertebb szerepei Veneno a A vadmacska új élete és Francisco a Szerelempárlat című telenovellából.
Van egy lánya, Sofía egy korábbi kapcsolatából.

## Filmográfia

### Telenovellák
- Hasta el fin del mundo (2014) .... Matías Escudero
- Libre para amarte (2013) .... Bruno
- Rabok és szeretők (Amores verdaderos) (2012) .... Leonardo "Leo" Solís
- Niña de mi corazón (2010) ... Jasón "Papi" Bravo López
- Mindörökké szerelem (Mañana es para siempre) (2009) .... Herminio
- Tormenta en el Paraíso (2007-2008) .... José Miguel Díaz Luna
- Szerelempárlat (Destilando amor) (2007) .... Francisco de la Vega Chávez
- Amar sin límites (2006) .... Paco Torres
- Mujer, casos de la vida real (2002-2006)
- A vadmacska új élete (Contra viento y marea) (2005) .... Saúl Trejo "Veneno"
- Rebelde (2004) .... Mauro Mansilla
- Amar otra vez (2003-2004) .... Mateo Santillán Vidal
- De pocas, pocas pulgas (2003) .... Noel
- Clase 406 (2002) .... Douglas Cifuentes
- Hajrá skacok (¡Vivan los niños!) (2002) .... Daniel
- Salomé (2001) .... Abel
- Aventuras en el tiempo (2001) .... Tony
- Első szerelem (Primer amor... a mil por hora) (2000) .... Pablo

## Fordítás
- Ez a szócikk részben vagy egészben  a   Julio Camejo című angol Wikipédia-szócikk fordításán alapul.  Az eredeti cikk szerkesztőit annak laptörténete sorolja fel. Ez a jelzés csupán a megfogalmazás eredetét és a szerzői jogokat jelzi, nem szolgál a cikkben szereplő információk forrásmegjelöléseként.